# Drum național 41
Der Drum național 41 (rumänisch für „Nationalstraße 41“, kurz DN41) ist eine Hauptstraße in Rumänien. 

## Verlauf
Die Straße nimmt ihren Ausgang in Oltenița, wo der kurze Drum național 41A die Verbindung zum Drum național 4 herstellt, und verläuft in einigem Abstand zum linken Ufer der Donau über Căscioarele, Prundu und Băneasa nach Daia, wo sie auf den von Bukarest nach Giurgiu führenden Drum național 5 (zugleich Europastraße 70 und Europastraße 85) trifft und an diesem endet.
Die Länge der Straße beträgt 64,3 Kilometer.